# De originale
De originale er en dansk dokumentarfilm fra 2018, der er instrueret af Stig Guldberg.

## Handling
En forfatter, en anarkist og en billedkunstner – kreative, følsomme og intelligente sjæle forenet i et venskab, der er fundamentet i deres liv. På hver deres måde er de ude af sync med tiden, og det omgivende samfund – en gang imellem også med hinanden. Filmen er en rå og livsbekræftende historie, fortalt solidarisk og med humor – en venskabshistorie om outsiderlivet på godt og ondt. Om hvad et broderskab mellem voksne mænd tilbyder, og hvor både rigt, sjovt og rædsomt livet kan være, når man lever det mod strømmen.

## Medvirkende
- Lars Morell
- Jens Jørgen Boje
- Anders Gantriis
- Poul Erik Veigaard